# (31869) 2000 EF101
2000 EF101 (asteroide 31869) é um asteroide da cintura principal. Possui uma excentricidade de 0.26763040 e uma inclinação de 7.00464º.
Este asteroide foi descoberto no dia 8 de março de 2000 por Spacewatch em Kitt Peak.